# Saint-Rambert-d’Albon
Saint-Rambert-d’Albon – miejscowość i gmina we Francji, w regionie Owernia-Rodan-Alpy, w departamencie Drôme.
Według danych na rok 2008 gminę zamieszkiwało 5478 osób, a gęstość zaludnienia wynosiła 311 osób/km² (wśród 2880 gmin regionu Rodan-Alpy Saint-Rambert-d’Albon plasuje się na 207. miejscu pod względem liczby ludności, natomiast pod względem powierzchni na miejscu 882.).

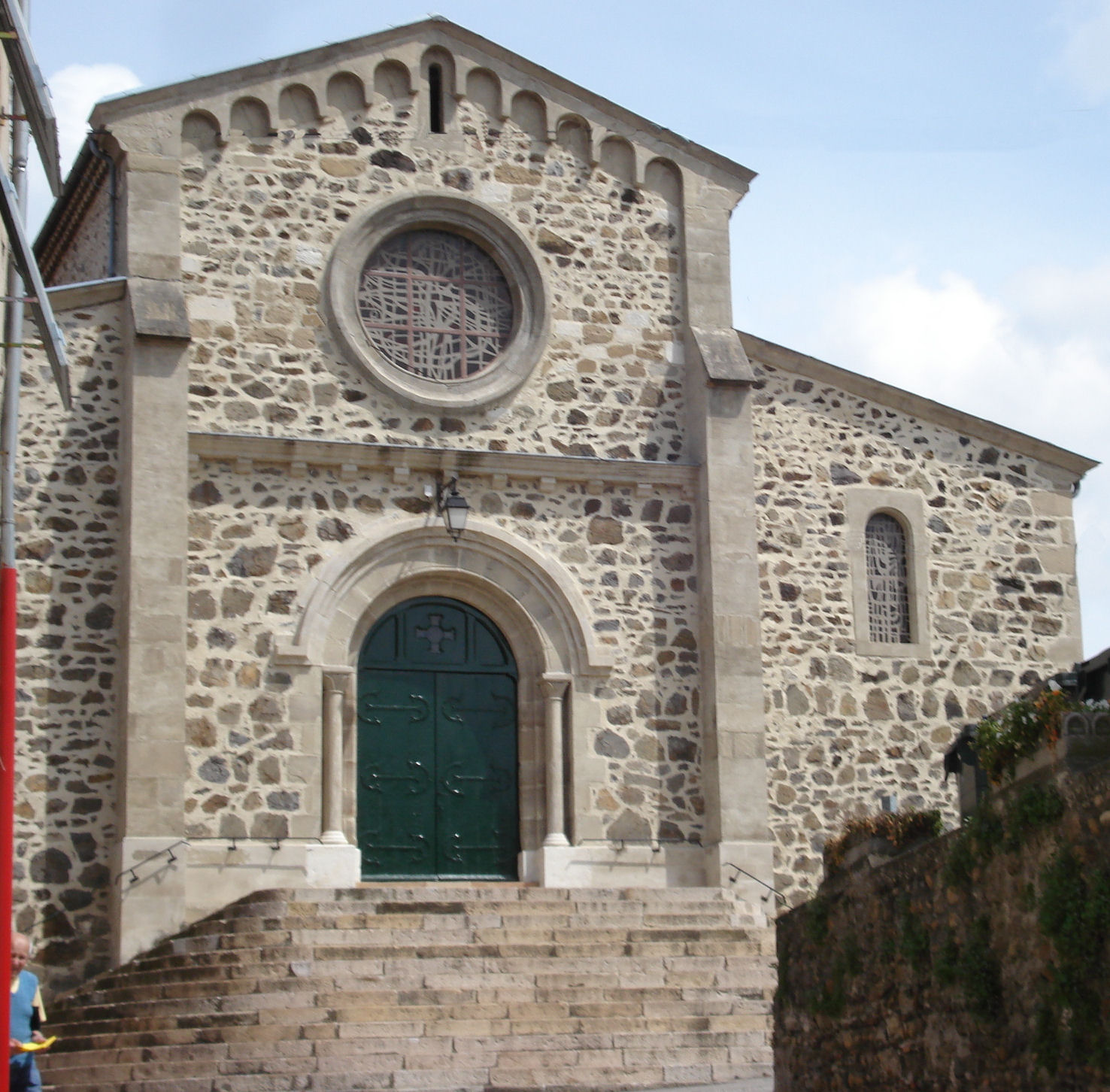
Kościół z 1555 roku (2008)

Miastami partnerskimi są:
- Kernen im Remstal,  Niemcy
- Mango,  Włochy